# Polyéthylèneimine
Le polyéthylèneimine (PEI), ou polyaziridine, est un polymère organique de formule chimique H[CH2–CH2–NH–]nH. Le polyéthylèneimine linéaire ne contient que des amines secondaires, contrairement au polyéthylèneimine ramifié, qui contient des amines primaires, secondaires et tertiaires. Il existe également des formes entièrement ramifiées, dites dendrimériques, dépourvues d'amines secondaires. Ces polymères sont produits en quantités industrielles et ont de nombreuses applications reposant généralement sur leur nature polycationique.
Les formes linéaires sont solides à température ambiante tandis que les formes ramifiées sont liquides quelle que soit leur masse moléculaire. Le polyéthylèneimine linéaire est soluble dans l'eau chaude à pH acide ainsi que dans le méthanol, l'éthanol et le chloroforme, mais pas dans l'eau froide, le benzène, l'éther diéthylique et l'acétone. Il peut être conservé à température ambiante et a un point de fusion de l'ordre de 60 à 75 °C selon sa masse moléculaire ; celui de 25 kDal fond aux alentours de 59 à 60 °C.
Le polyéthylèneimine ramifié peut être produit par polymérisation par ouverture de cycle de l'aziridine. Il est possible d'ajuster le degré de ramification en fonction des conditions opératoires. La forme linéaire peut être obtenue par modification a posteriori d'autres polymères tels que les poly(2-oxazoline)s ou des polyaziridines N-substituées. Il a été produit par hydrolyse de poly(2-éthyl-2-oxazoline)s et commercialisé comme jetPEI.

## Applications
Le polyéthylèneimine est utilisé avec de nombreuses applications comme détergent, adhésif, agent de traitement des eaux usées ou industrielles, ou cosmétique. Sa capacité à modifier la surface des fibres de cellulose le fait employer dans l'industrie papetière pour renforcer la résistance du papier mouillé (en). Il est également utilisé pour la floculation de solutions de silice et pour ses capacités de chélation en formant des complexes avec des ions métalliques tels ceux de zinc Zn2+ et de zirconium Zr4+.
Certaines applications sont très spécialisées, comme illustré ci-dessous. Les recherches sur ce type de matériaux explorent les thèmes les plus divers, par exemple la réduction du travail de sortie en électronique organique.

### Biologie
Le polyéthylèneimine est utilisé en biologie notamment pour la culture cellulaire mais est également toxique pour les cellules lorsqu'il est utilisé en excès,, d'abord en rompant l'intégrité de la membrane plasmique, ce qui conduit à la nécrose de la cellule, puis en rompant celle de la membrane mitochondriale externe, ce qui conduit à l'apoptose.
Sa nature de polymère cationique favorise l'adhérence des cellules, dont la surface extérieure est chargée négativement, ce qui assure une meilleure fixation des cellules au milieu de culture lorsque la boîte de Petri est recouverte d'un revêtement en polyéthylèneimine.
Le polyéthylèneimine a été le deuxième polymère de transfection découvert, après la poly-L-lysine. Il se lie aux molécules d'ADN en formant des particules chargées positivement qui se fixent à la surface des cellules d'où elles sont absorbées par endocytose. Une fois dans la cellule, la protonation des amines du polymère induit l'afflux de contre-ions dans la vésicule, ce qui accroît la pression osmotique interne de cette dernière et la fait éclater dans le cytoplasme, où elle libère le complexe polymère-ADN. Celui-ci peut alors libérer l'ADN, qui peut diffuser dans le noyau,.
Le polyéthylèneimine permet également d'accroître la perméabilité de la membrane externe des bactéries à Gram négatif.

### Captage du dioxyde de carbone
Le polyéthylèneimine linéaire et ramifié a été utilisé pour le captage du dioxyde de carbone, souvent imprégnée dans des matériaux poreux. La première utilisation de ce polymère dans cette application, imprégné sur une matrice en polymère, cherchait à améliorer l'élimination du CO2 dans les systèmes de support de vie pour véhicules spatiaux. Le support a ensuite été changé pour du MCM-41, un matériau mésoporeux à base de silice mésostructurée hexagonale dans laquelle le polyéthylèneimine est retenu dans le tamis moléculaire. La combinaison du polyéthylèneimine avec le MCM-41 conduit à des capacités d'adsorption du CO2 plus élevées que celles du PEI et du MCM-41 pris séparément, peut-être en raison de la forte dispersion du PEI dans la mésostructure du MCM-41. Des recherches complémentaires ont étudié la capacité d'adsorption du CO2 ainsi que la sélectivité d'adsoption CO2/O2 et CO2/N2 avec plusieurs combinaisons PEI/MCM-41,. L'imprégnation du PEI a par ailleurs été testée sur différents supports tels qu'une matrice en fibre de verre et en silice monolithique à structure poreuse hiérarchisée. Pour obtenir de bonnes performances dans des conditiones réelles de captage post-combustion (températures modérées comprises entre 45 et 75 °C et présence d'humidité), il est nécessaire d'utiliser des matériaux de silice stables tant du point de vue thermique que du point de vue hydrothermal, par exemple du SBA-15, qui présente également une mésostructure hexagonale. Les conditions d'humidité et de température réelles ont par ailleurs été testées pour adsorber le CO2 de l'air.
Lors d'études menées sur plusieurs cycles adsorption-régénération, le polyéthylèneimine a montré de très bonnes capacités d'adsorption du CO2 par rapport à d'autres molécules aminées. L'adsorption ne décroît que faiblement lorsque la température est portée de 25 à 100 °C, ce qui montre qu'elle dépend fortement de la chimisorption. L'adsorption de CO2 dilué peut atteindre 90 % de celle du CO2 pur, tandis qu'on observe une adsorption compétitive non désirée du dioxyde de soufre SO2. Par la suite, les recherches se sont portées sur l'amélioration de la diffusion du polyéthylèneimine au sein de la structure poreuse du support utilisé. On a obtenu une meilleure dispersion du PEI et une meilleure efficacité d'adsorption du CO2 exprimée en rapport molaire de CO2/NH en imprégnant de PEI du MCM-41 dont la surface de silice était revêtue de longues chaînes alkyle plutôt qu'un MCM-41 aux surfaces nettoyées par calcination, selon une voie déjà décrite.
La combinaison d'organosilanes tels que l'aminopropyltriméthoxysilane NH2CH2CH2CH2Si(OCH3)3 avec le polyéthylèneimine a permis d'obtenir une absorption du CO2 plus rapide et plus stable après des cycles répétés mais sans gain d'efficacité. La « double fonctionnalisation » consiste à imprégner des matériaux préalablement fonctionnalisés par liaison covalente d'organosilanes (grafting, ou greffage).  Les groupes amine incorporés des deux manières (imprégnation et greffage) présentent des effets synergiques qui permettent des adsorptions de CO2 atteignant 235 mg/g (5,34 mmol/g). La cinétique d'adsorption du CO2 a également été étudiée pour ces matériaux, montrant des taux d'adsorption semblables à ceux des solides imprégnés.